# Rothebach (Pader)
Der Rothebach ist ein etwas über fünf Kilometer langes Fließgewässer in Paderborn und ein nordöstlicher und rechter Zufluss der Pader.

## Geographie

### Verlauf
Der Rothebach entspringt außerhalb von Paderborn auf einer Wiese, wobei er am Oberlauf nur ein periodisches Gewässer ist. Kurz nach der Quelle nimmt der Bach von rechts den Niesenbach auf. Flussabwärts mündet mit dem von rechts zufließenden Springbach der wichtigste Zubringer des Rothebachs ein. Dieser führt beim Zusammenfluss fast gleichviel Wasser wie der Rothebach selbst. Im Stadtzentrum von Paderborn mündet der Rothebach in die Pader. Er selbst ist deutlich länger als die Pader.

### Zuflüsse
- Niesenbach (links)
- Springbach (links), 3,8 km, 18,18 km²